# Alice Eastwood
Alice Eastwood (Toronto, 19 de gener de 1859 – San Francisco, 30 d'octubre de 1953) fou una botànica reconeguda per la creació de la col·lecció de plantes de l'Acadèmia de les Ciències de Califòrnia, una de les més importants del món. Diverses espècies de plantes i els gèneres Eastwoodia i Aliciella porten el seu nom.

## Vida
Alice Eastwood va néixer a Canadà però ana a viure als Estats Units, on desenvolupà tota la seva tasca com a botànica. La seva recerca sobre la flora local s'inicià a la Regió de Four Corners i al Big Sur. Allà catalogà espècies de plantes fins aleshores no estudiades, com la Salix eastwoodiae o la Potentilla hickmanii i començà un herbari personal que aviat esdevingué famós. Va recollir més de 300.000 exemplars al llarg de la seva vida i va descriure, anomenar i classificar 125 espècies noves de plantes de l'entorn de Califòrnia, i ho feu d'una manera innovadora, inusual en el seu temps. Fou també una fervent conservacionista dels vells boscos de sequoies del seu país.

## La col·lecció

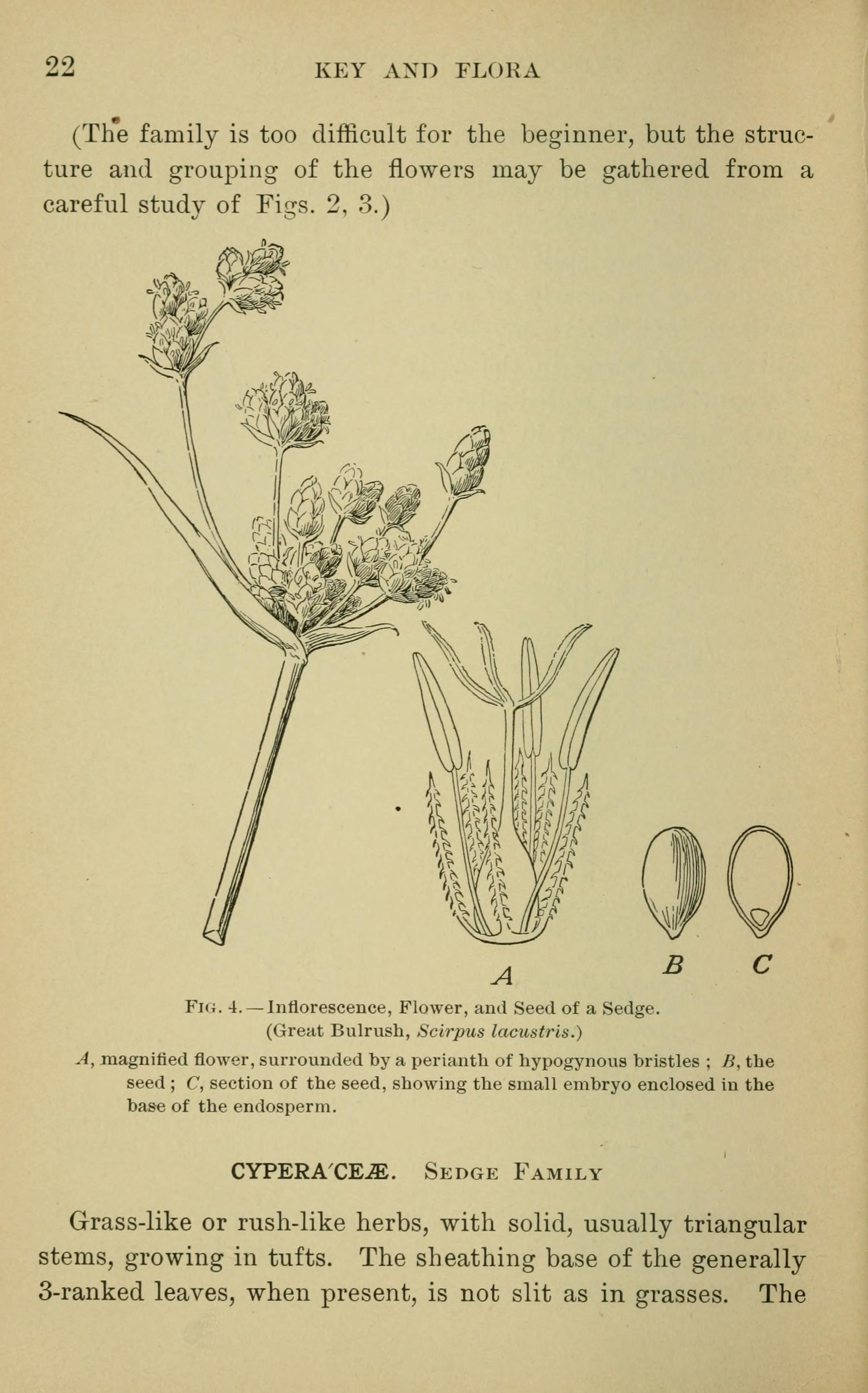
Bergen's botany, Alice Eastwood (pàg. 22)

L'Acadèmia de les Ciències de Califòrnia es fixà en la seva feina i la contractà per crear la col·lecció botànica pròpia, que Eastwood reorganitzà després del terratrèmol de San Francisco de 1906. Per fer-ho copià els millors models d'arreu del món per classificar de manera científica les espècies vegetals i alhora potenciar l'ús didàctic de la col·lecció. Els contactes amb els museus d'història natural que va fer en els seus viatges li van permetre intercanviar plantes per enriquir l'inventari final, amb més de 300.000 exemplars diferents. Actualment l'herbari de l'Acadèmia porta el nom d'Alice Eastwood en honor seu.

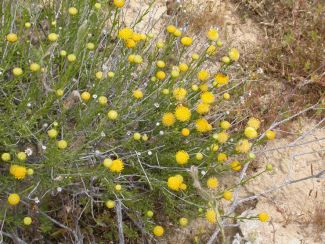
Eastwoodia elegans, que rep el seu nom d'A. Eastwood

## Publicacions

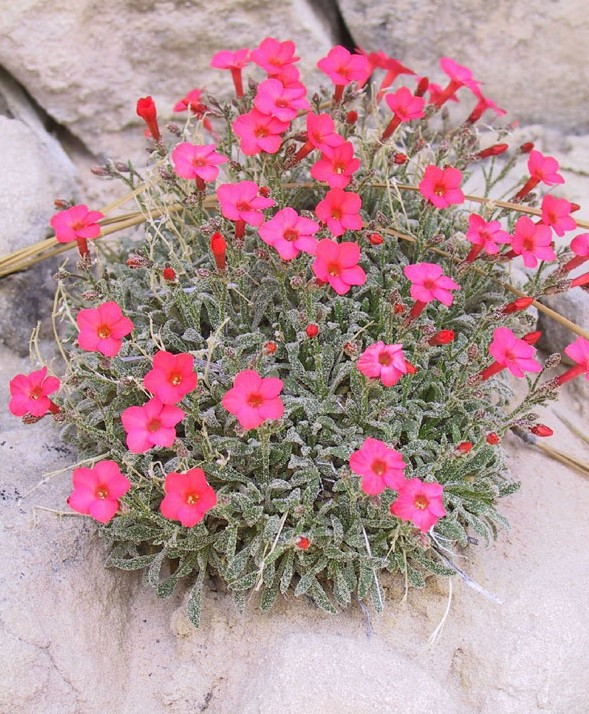
Aliciella caespitosa, anomenada en honor seu

L'any 1893 va escriure el primer llibre sobre flora de Colorado: A Popular Flora of Denver, Colorado. Al llarg de la vida publicà més de 300 articles sobre la seva recerca al natural i va col·laborar de manera regular en diverses revistes científiques. Va ser editora de les revistes de biologia Zoe, Erythea, i cofundadora de Leaflets of Western Botany (1932-1966). També va traduir del llatí alguns dels manuals antics de botànica que hi havia a la biblioteca de l'Acadèmia.

## Honors
Més d'una vintena d'espècies han estat anomenades en honor seu, i al llarg de la seva vida va rebre diversos guardons i reconeixements. Entre aquestes destaquen la inclusió a la llista American Men of Science, que incloïa els científics més reconeguts de cada disciplina (només dues dones van poder entrar-hi, en el seu temps), o ser considerada membre d'honor de l'Acadèmia.